# Tradycyjne pismo chińskie
Tradycyjne pismo chińskie (chiń. trad. 繁體字, chiń. upr. 繁体字, pinyin zhèngtǐzì/fántǐzì) – odmiana pisma chińskiego, w której znaki mają tradycyjną postać, umożliwiającą czytanie dawniejszych tekstów. Są one dość skomplikowane, dlatego w latach 50. XX wieku w Chińskiej Republice Ludowej wprowadzono reformę pisma, w wyniku czego powstały znaki uproszczone. Pismo tradycyjne jest używane w Republice Chińskiej na Tajwanie oraz w Hongkongu i Makau. Nazywane jest także ortodoksyjnym, złożonym lub właściwym pismem chińskim.
Współczesne znaki tradycyjne wywodzą swój kształt od pisma kancelaryjnego używanego w czasach dynastii Han. Obecnie ich najczęściej spotykana forma to pismo wzorcowe, które utrwaliło się w VII wieku, za czasów dynastii Tang.